# Мадер, Йозеф
Йозеф Мадер, с 1815 года Йозеф Риттер фон Мадер (нем. Joseph Ritter von Mader, 8 сентября 1754, Вена — 25 декабря 1815, Прага) — австрийский правовед и нумизмат.

## Биография
С 1779 года — профессор истории права в Карловом университете в Праге.
Положил начало научному изучению средневековых монет, опубликовав в Праге шеститомный труд о средневековых монетах «Kritische Beyträge zur Münzkunde des Mittelalters».

## Избранная библиография
- Kritische Beyträge zur Münzkunde des Mittelalters. — Prag, 1803—1813;
- Versuch über die Bracteaten, insbesondere die böhmischen. — Prag, 1797;
- Zweyter Versuch über die Bracteaten. — Prag, 1808.